# Discodoris boholiensis
Discodoris boholiensis là một loài sên biển mang trần thuộc nhánh Doridacea, là động vật thân mềm chân bụng không vỏ sống ở biển trong họ Discodorididae.
Bohol discodoris phân bố khắp nơi ở các vùng biển nhiệt đới của Ấn Độ Dương-Tây Thái Bình Dương, từ các bờ biển đông của châu Phi đến Papua New Guinea.
Thân đạt chiều dài 12 xentimét (4,7 in).

## Hình ảnh

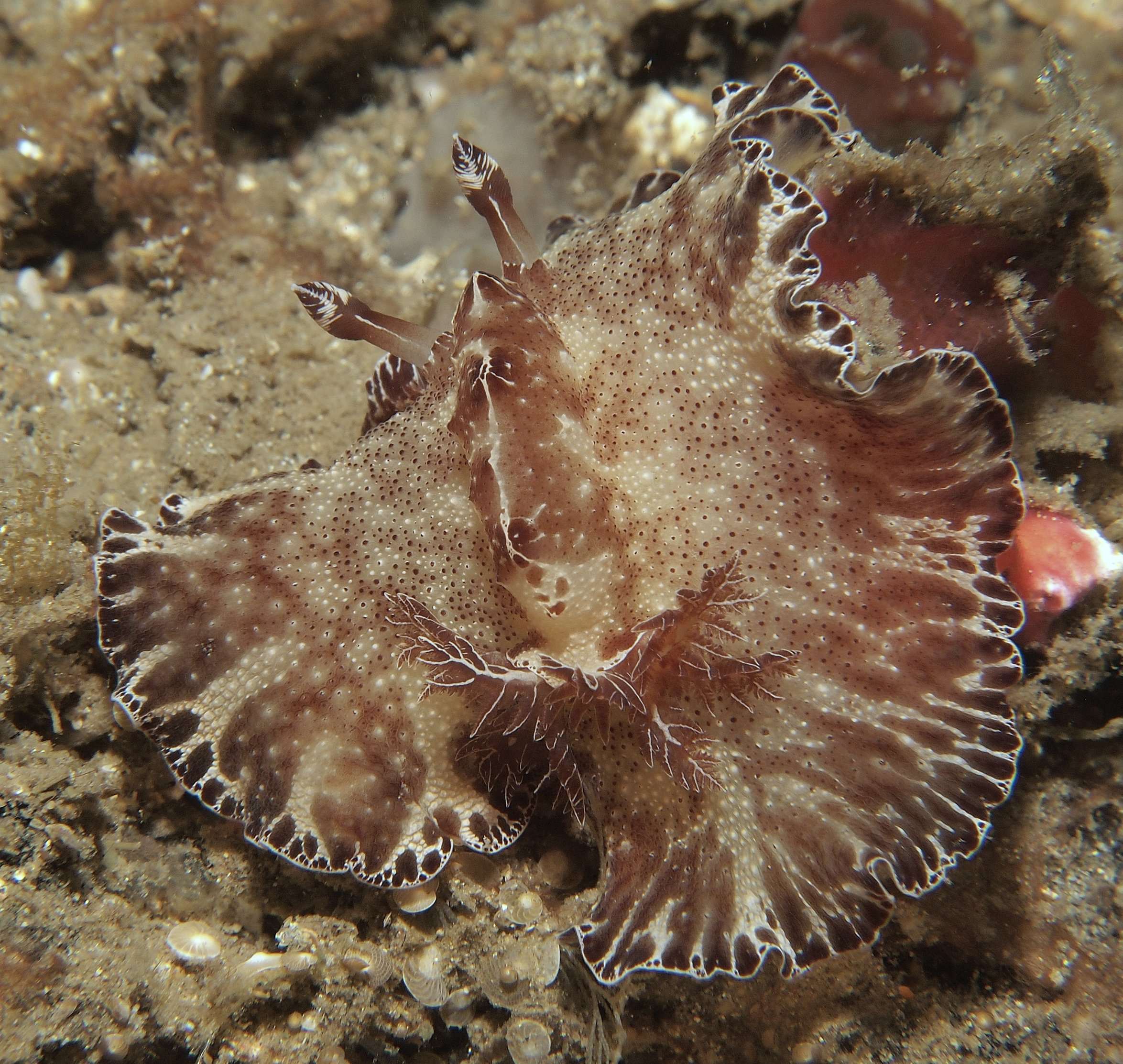
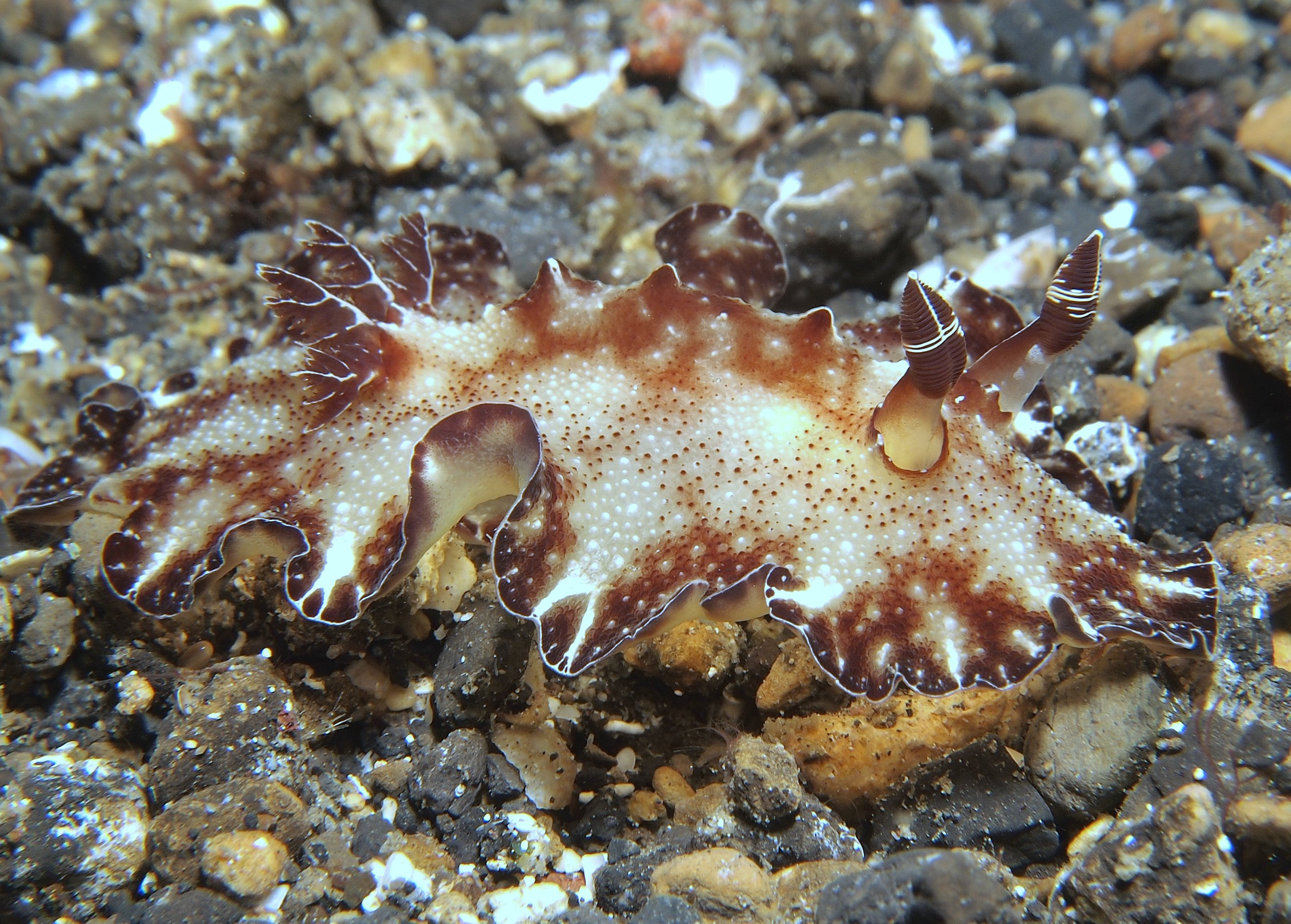
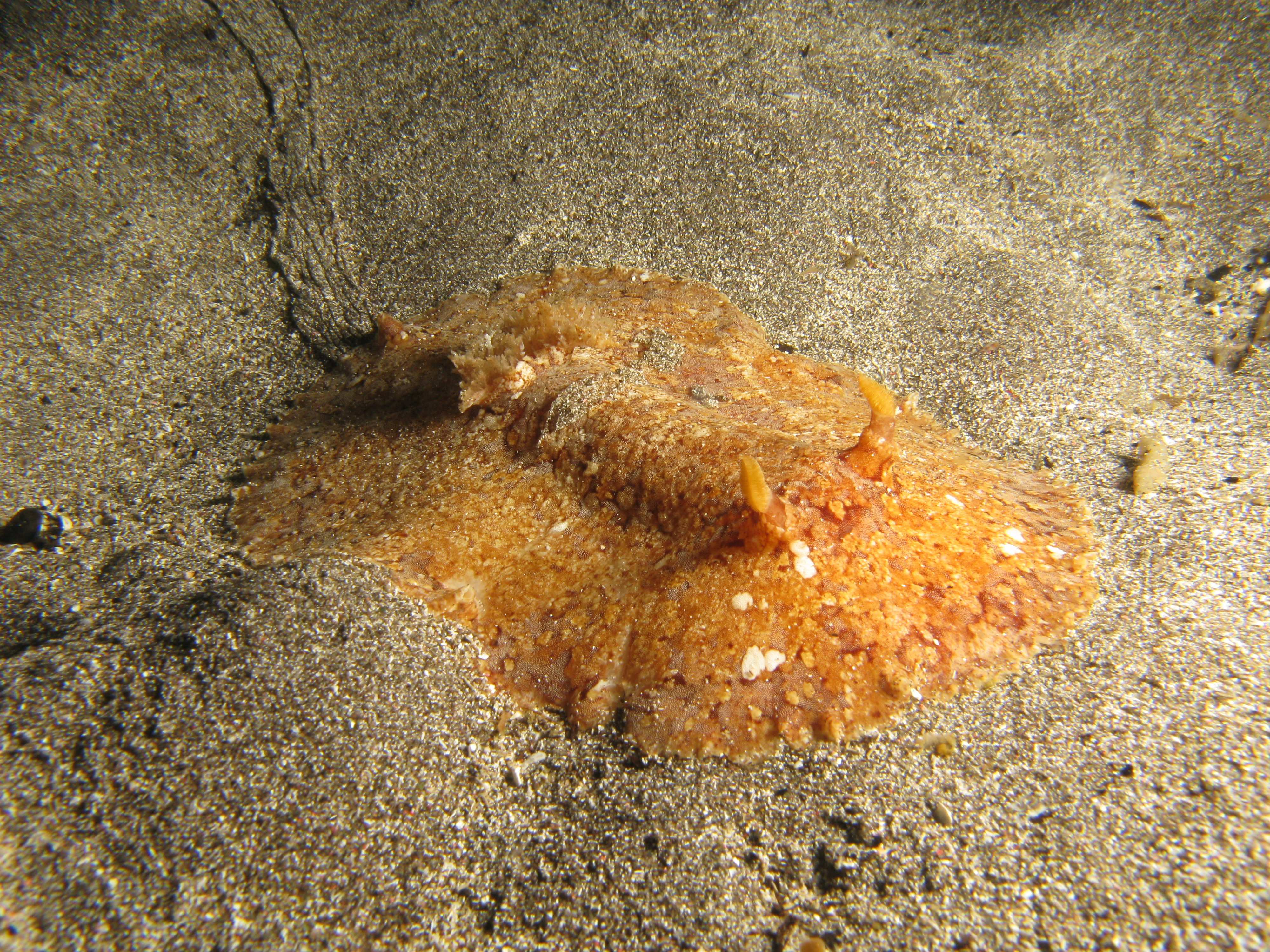
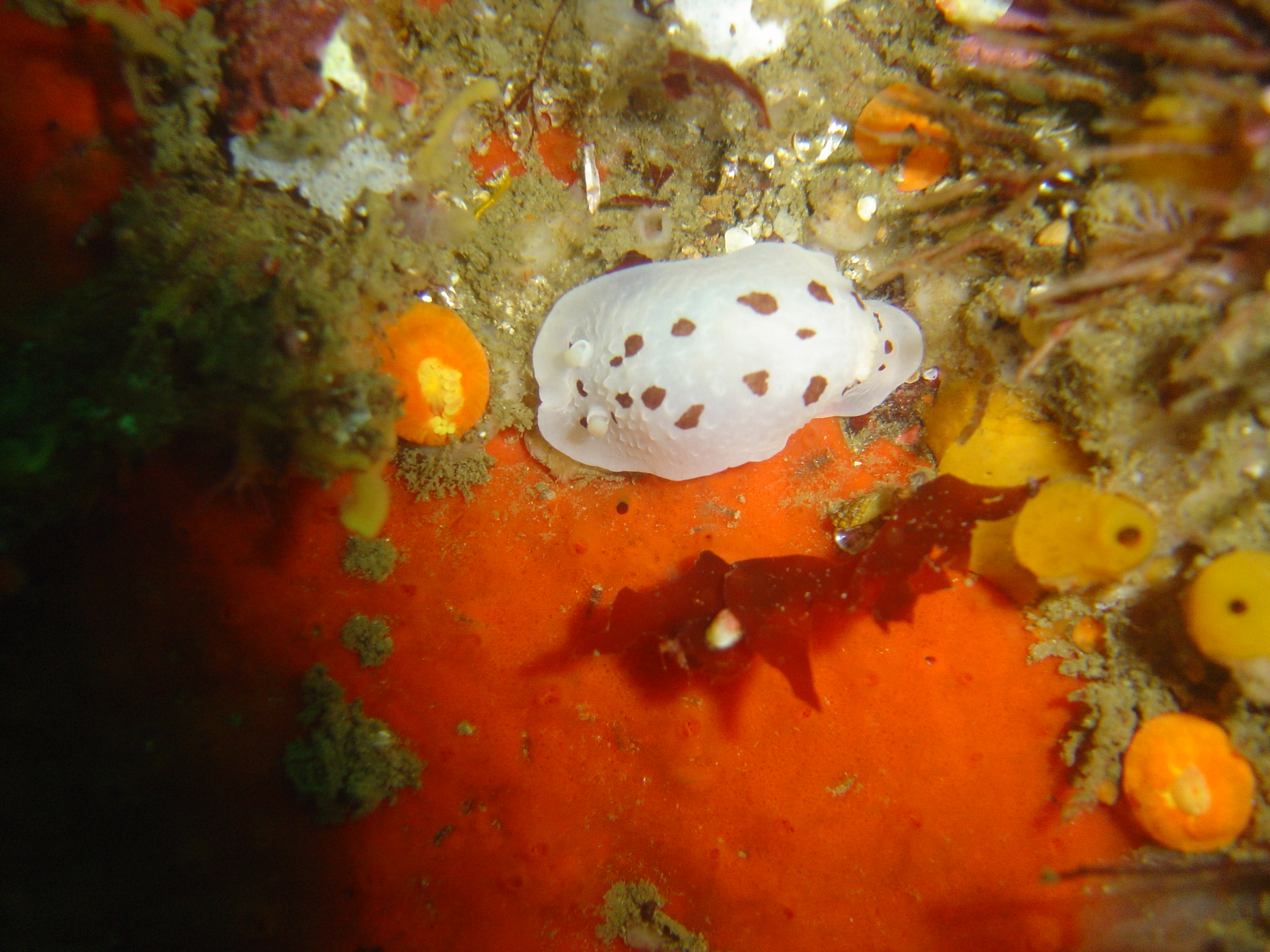